# Список наград и номинаций Мити Фомина
Список наград российского поп-певца Мити Фомина включает в себя премии и номинации, полученные певцом с момента начала его музыкальной карьеры в 1998 году.

## Золотой Граммофон
Российская музыкальная премия Золотой Граммофон вручается ежегодно с 1996 года.
| Год  | Номинированная работа             | Категория | Результат |
| ---- | --------------------------------- | --------- | --------- |
| 1999 | «Чёрный ворон»                    | Песня     | Победа    |
| 2000 | «За мной»                         | Песня     | Победа    |
| 2002 | «СШ #7 (А мы любили)»             | Песня     | Победа    |
| 2004 | «Седьмой лепесток»                | Песня     | Победа    |
| 2010 | «Всё будет хорошо»                | Песня     | Победа    |
| 2011 | «Огни большого города (Paninaro)» | Песня     | Победа    |
| 2016 | «Чужие сны»                       |           |           |

## Песня Года
Ежегодный российский телевизионный фестиваль песни с 1971 года.
| Год  | Номинированная работа         | Категория         | Результат |
| ---- | ----------------------------- | ----------------- | --------- |
| 1999 | «Беспризорник»                | Лауреат фестиваля | Победа    |
| 2000 | «Глупые люди»                 | Лауреат фестиваля | Победа    |
| 2001 | «Всё в огонь (Песня царевны)» | Лауреат фестиваля | Победа    |
| 2001 | «Бомбей»                      | Лауреат фестиваля | Победа    |
| 2002 | «Почтовый поезд»              | Лауреат фестиваля | Номинация |
| 2002 | «СШ #7 (А мы любили)»         | Лауреат фестиваля | Победа    |
| 2002 | «Я люблю»                     | Лауреат фестиваля | Победа    |
| 2004 | «Седьмой лепесток»            | Лауреат фестиваля | Победа    |
| 2004 | «Билет»                       | Лауреат фестиваля | Победа    |
| 2010 | «Всё будет хорошо»            | Лауреат фестиваля | Победа    |

## Стопудовый Хит
| Год  | Номинированная работа | Категория | Результат |
| ---- | --------------------- | --------- | --------- |
| 1999 | «Беспризорник»        | Песня     | Победа    |
| 2000 | «За мной»             | Песня     | Победа    |
| 2004 | «Билет»               | Песня     | Победа    |

## Бомба Года
| Год  | Номинированная работа | Категория | Результат |
| ---- | --------------------- | --------- | --------- |
| 2000 | «За мной»             | Песня     | Победа    |
| 2001 | «Так легко»           | Песня     | Победа    |
| 2003 | «СШ #7 (А мы любили)» | Песня     | Победа    |
| 2004 | «Седьмой лепесток»    | Песня     | Победа    |
| 2005 | «Билет»               | Песня     | Победа    |

## Премия Муз-ТВ
Ежегодная национальная телевизионная премия в области популярной музыки Муз-ТВ, вручается ежегодно с 2003 года.
| Год  | Номинированная работа | Категория                  | Результат |
| ---- | --------------------- | -------------------------- | --------- |
| 2005 | Hi-Fi                 | Лучший танцевальный проект | Победа    |
| 2011 | Митя Фомин            | Прорыв года                | Номинация |

## Премия Попова
Ежегодная национальная премия в области радиовещания, вручается ежегодно с 1998 года.
| Год  | Номинированная работа | Категория | Результат |
| ---- | --------------------- | --------- | --------- |
| 2003 | «СШ #7 (А мы любили)» | Радиохит  | Победа    |

## Бог Эфира
Российская музыкальная радиопремия Бог Эфира вручается ежегодно с 1999 года.
| Год  | Номинированная работа | Категория | Результат |
| ---- | --------------------- | --------- | --------- |
| 2010 | «Вот и всё»           | Радиохит  | Номинация |

## Премия RU.TV
Российская музыкальная премия в области популярной музыки RU.TV, вручается ежегодно с 2011 года.
| Год  | Номинированная работа | Категория                | Результат |
| ---- | --------------------- | ------------------------ | --------- |
| 2011 | «Всё будет хорошо»    | Лучший рингтон           | Номинация |
| 2011 | Митя Фомин            | Реальный приход          | Победа    |
| 2013 | «Восточный экспресс»  | Лучший танцевальный трек | Номинация |

## OE Video Music Awards
Ежегодная премия в области современной музыки и производства музыкальных видеоклипов, вручается ежегодно с 2010 года.
| Год  | Номинированная работа             | Категория   | Результат |
| ---- | --------------------------------- | ----------- | --------- |
| 2011 | «Огни большого города (Paninaro)» | Прорыв года | Номинация |

## Friends
Ежегодная премия для самых ярких представителей шоу и медиа-бизнеса России.
| Год  | Номинированная работа | Категория         | Результат |
| ---- | --------------------- | ----------------- | --------- |
| 2012 | Митя Фомин            | Представитель шоу | Победа    |

## Night Life Awards
| Год  | Номинированная работа | Категория      | Результат |
| ---- | --------------------- | -------------- | --------- |
| 2001 | Hi-Fi                 | Клубная группа | Победа    |

## Fashion People Awards
| Год  | Номинированная работа | Категория      | Результат |
| ---- | --------------------- | -------------- | --------- |
| 2011 | Митя Фомин            | Fashion прорыв | Победа    |

## World Fashion TV
| Год  | Номинированная работа | Категория           | Результат |
| ---- | --------------------- | ------------------- | --------- |
| 2008 | Hi-Fi                 | Самая модная группа | Номинация |

## Движение
| Год  | Номинированная работа | Категория         | Результат |
| ---- | --------------------- | ----------------- | --------- |
| 2003 | Hi-Fi                 | Лучшая группа     | Победа    |
| 2004 | Hi-Fi                 | Лучшая группа     | Номинация |
| 2004 | «Седьмой лепесток»    | Лучшая композиция | Номинация |